# Fullmetal Alchemist - The Movie: Il conquistatore di Shamballa
Fullmetal Alchemist - The Movie: Il conquistatore di Shamballa (鋼の錬金術師 - 映画：シャンバラを征く者?, Hagane no renkinjutsushi - eiga: Shanbara wo yukumono) è un film d'animazione del 2005 diretto da Seiji Mizushima.
Pellicola prodotta dallo studio Bones che funge da conclusione alla prima serie anime di Fullmetal Alchemist, con gran parte dello staff originale che tornò a lavorare al film dopo la conclusione della serie animata.
Due anni dopo gli eventi conclusivi della serie, i due fratelli Edward e Alphonse Elric sono ancora separati in due mondi diversi. Ed è finito sulla Terra nell'anno 1923 e si è messo a ricercare la missilistica sperando di poter così riavvicinarsi al suo mondo d'origine. Nel frattempo Al continua ad impegnarsi per ricongiungersi col fratello. Le ricerche di Ed attirano le attenzioni della società di Thule, che cerca di aprire un varco con il suo mondo di origine, credendo che si tratti di Shambala, un luogo leggendario che intende sfruttare a proprio vantaggio.
Il conquistatore di Shamballa ha debuttato in Giappone il 23 luglio 2005. Esso fu proiettato per la prima volta in Italia, solamente sottotitolato, il 21 gennaio 2007 all'interno del Future Film Festival, per poi essere doppiato dalla Panini Video il 15 giugno 2007, durante la rassegna Visioni d'anime 3 organizzata dal Museo nazionale del Cinema di Torino. Il film, in seguito alla presentazione a Lucca Comics del novembre 2007, è poi uscito in DVD.

## Trama
Al termine della serie televisiva, l'alchimista Edward Elric viene prelevato dal suo mondo e condotto forzatamente attraverso il Portale della verità fino a giungere in un universo parallelo, ovvero la Terra nel 1921. Qui Edward è basito nel constatare che l'alchimia non funziona mentre scienze e tecnologia hanno avuto uno sviluppo prodigioso. Inoltre il braccio e la gamba che aveva recentemente riacquistato gli sono stati tolti nuovamente e ha quindi ripreso a utilizzare delle protesi metalliche.
Due anni dopo, a Monaco di Baviera nel 1923, Ed si dedica a studi di missilistica con il suo amico Alfons Heiderich, un giovane che assomiglia ad Alphonse, nella speranza che i razzi possano ricondurlo al suo mondo. Ed soccorre una giovane donna di etnia rom, Noa, dall'essere venduta ad un gruppo di malintenzionati e la ospita per la notte da lui e Alfons. Noa ha il dono della chiaroveggenza e inizia ad avere delle visioni della vita di Ed nel suo mondo originario. Il giorno dopo, Ed si imbatte in Fritz Lang, un regista ebreo controparte di King Bradley; egli persuade Ed ad aiutarlo nella cattura di un drago da usare come ispirazione per il suo prossimo film. Recatosi in un castello dove si dice si trovi il drago, Ed viene attaccato dalla creatura che si rivela essere l'homunculus Envy "congelato" in quella forma dopo aver attraversato il Portale. Envy cerca di stritolare Ed fra le fauci ma viene indebolito, immobilizzato e catturato dagli uomini della società di Thule.
La società di Thule, guidata da Karl Haushofer e Dietlinde Eckart, sfrutta Envy e Hohenheim, il padre di Ed che è stato catturato in precedenza, per aprire il Portale che conduce al mondo di Ed, credendolo l'utopica Shambala di cui sono da tempo alla ricerca. Numerosi soldati in armatura vengono inviati attraverso il Portale, giungendo nella città di Reole come zombie. Al, che si trova casualmente in città, dopo essere stato congedato dall'ormai morente maestra Izumi, li affronta e trasferisce parte della sua anima in tre armature nemiche per aiutarlo in combattimento. Nel frattempo Ed si introduce nel quartier generale della società di Thule, dove attiva involontariamente un cerchio alchemico riaprendo il Portale. I soldati zombie sconfitti vengono quindi richiamati sulla Terra insieme alle armature con ancora legata l'anima di Al, permettendo ai due fratelli di riunirsi brevemente prima che lo spirito ritorni al suo corpo originale.
Edward apprende da Lang che la società di Thule pianifica di sfruttare le armi contenute nel suo mondo per supportare Adolf Hitler nel suo tentativo di colpo di Stato; il ragazzo decide dunque di impedire all'organizzazione di aprire nuovamente il Portale. Tuttavia, sfruttando le doti chiaroveggenti di Noa, la società di Thule costringe la ragazza a rivelare il metodo di apertura del Portale che ha scoperto leggendo la mente di Ed. Nel frattempo ad Amestris, Al si fa condurre da Wrath nel quartier generale degli homunculus sotto Central City in modo da sfruttare il cerchio alchemico ivi contenuto per aprire il collegamento tra i due mondi. Qui vengono attaccati da un dissennato Gluttony e Wrath si sacrifica per permettere ad Al di aprire il Portale trasmutando i due homunculus. Gluttony e Wrath vengono quindi sacrificati nello stesso istante in cui sulla Terra sono trasmutati Envy ed Hohenheim. Con il Portale aperto, la Eckart guida una flottiglia di aerei verso Amestris, dove ottiene l'abilità di utilizzare l'alchimia; la sete di potere e la paura del diverso, tuttavia, la portano a sferrare un attacco su larga scala a Central City. Con l'aiuto di Alfons, Ed attraversa il Portale a bordo di un aereo a propulsione missilistica, tornando finalmente al suo mondo.
Edward si riunisce con Al e la loro amica d'infanzia Winry Rockbell, la quale equipaggia il ragazzo con nuovi automail per il braccio e la gamba. Intanto l'esercito di Amestris sembra avere la meglio sui soldati di Eckart. Edward affronta Eckart e quando la donna richiama un gruppo di armature a combattere per lei, Al ne prende il controllo come avvenuto in precedenza e la costringe a ritirarsi. La Eckart ritorna quindi sulla Terra ricoperta dai residui degli esseri del Portale e viene uccisa da un suo subordinato impaurito dal suo aspetto mostruoso. Preoccupato dal pericolo rappresentato dal collegamento tra i due mondi, Ed decide di tornare sulla Terra per sigillare da lì il Portale, ben conscio che ciò avrebbe precluso qualsiasi tentativo di tornare a casa. Disubbidendo alle richieste del fratello, Al chiede a Roy Mustang di chiudere il collegamento ad Amestris e segue Ed sulla Terra per non doversi più separare da lui. Dopo aver sigillato il Portale, i fratelli Elric lasciano Monaco in compagnia di Noa, decisi a distruggere le armi che Hitler intende utilizzare nel suo attacco e a godersi la loro nuova vita insieme sulla Terra.

## Personaggi

Copertina dell'edizione italiana "standard" in DVD. In senso orario, partendo dal basso: Edward Elric, Alphonse Elric, Noa, l'alter-ego di Maes Hughes, Dietlinde Eckart, Karl Haushofer, Roy Mustang, Alfons Heiderich.

Edward ElricIl protagonista. Dopo essersi sacrificato per il fratello alla fine della serie, è stato trasportato sulla Terra. Studia la scienza terrestre ed i razzi sperando di trovare un modo per avvicinarsi al suo mondo.
Alphonse ElricIl fratello minore di Ed, ha di nuovo il suo corpo di carne ed ossa, ma ha perso i ricordi degli anni passati legato ad un'armatura. Ha continuato a studiare l'alchimia per cercare il modo di ritrovare suo fratello.
Alfons HeiderichIl corrispettivo terrestre di Alphonse, studia anche lui i razzi. Quando Edward lo ha incontrato ha capito che somigliava a come sarebbe stato suo fratello se fosse cresciuto, nonostante dettagli come il colore degli occhi diverso. Ha fretta di terminare il suo lavoro poiché gravemente malato.
NoaUna zingara con la capacità di leggere nella mente delle persone. Viene ricercata per questa sua dote ed emarginata per la sua etnia. Viene aiutata da Ed e per alcuni aspetti ricorda Rose.
HughesIl doppio terrestre del militare ucciso da Envy, ha un carattere più introverso e sta dalla parte dei nazisti.
GlacierIl doppio terrestre della moglie di Maes Hughes gestisce un negozio di fiori e cerca di convincere Hughes (i due provano reciproco interesse, ma nessuno dei due si è ancora dichiarato) a stare dalla parte di Edward e Noa.
WrathL'homunculus non pare più detestare Izumi, la quale nel frattempo è però morta.
GluttonyQuesto vorace homunculus ha subito una profonda trasformazione rispetto alla fine della serie ed è diventato un nemico terribile.
WinryLa ragazza in fondo spera sempre nel ritorno di Ed, infatti ha preparato dei nuovi automail appositamente per lui.
Roy MustangQuest'uomo è rimasto molto scosso da quanto successo, e per il rimorso di quanto fatto in passato, non utilizza più l'alchimia e si comporta come un soldato semplice.
Alex Louis ArmstrongL'Alchimista Nerboruto è impegnato nella ricostruzione della città di Reole, ed è pronto a mettere le sue trasmutazioni artistiche al servizio dell'esercito.
HohenheimL'uomo, desideroso di aiutare il figlio (per il quale ha costruito una serie di arti artificiali di scorta) a tornare nel suo mondo di origine, è scomparso dopo aver avuto dei rapporti con la società Thule.
EnvyHa attraversato il Portale (per trovare ed uccidere Hohenheim) mentre aveva la forma di un drago simile ad un enorme serpente, e con tale aspetto si trova sulla Terra. È sfuggito alla società Thule, ma viene ritrovato.

### Personaggi storici
Nel film compaiono personaggi realmente esistiti, piegati alle esigenze narrative.
Fritz Lang
Il regista austriaco di origine ebraica Fritz Lang (Metropolis) ha nel film l'aspetto di King Bradley. Sulle prime assalito da Edward, finirà per aiutarlo. Costruttore di mondi immaginari, Lang sembra essere più legato a questi che non alla realtà, rendendolo simile agli alchimisti.
Karl Haushofer
Il professor Karl Haushofer, membro della società di Thule, tenta di aprire il passaggio per Shamballa.
Dietlinde Eckart
Dietlinde Eckart è a capo della società Thule. Fervente nazista, la Eckart è accecata dalla bramosia di potere e dominata dall'odio per tutto ciò che non comprende. Il personaggio pare ispirato a Dietrich Eckart.
Rudolf Hess
Rudolf Heß è membro della società di Thule. Non pare avere particolare simpatia per Ed.

## Produzione

Copertina dell'edizione italiana "deluxe" in DVD. In alto, Edward Elric; in basso, Alphonse Elric

La produzione del film venne avviata poco dopo la fine della trasmissione televisiva della serie Fullmetal Alchemist, sebbene la pre-produzione fosse già in corso dal mese di marzo 2004. A capo del progetto fu posto il regista Seiji Mizushima, che aveva diretto anche la serie anime. Mizushima permise ad una troupe di riprendere la sala conferenze dello studio Bones dove erano esposti tutti i disegni per la produzione della serie e del film e concesse un'intervista in cui descrisse il percorso di lavorazione della pellicola.
La prima stesura della sceneggiatura venne svolta da Sho Aikawa per una lunghezza di cento pagine, che si sarebbe tradotta in un film dalla durata superiore alle tre ore. Mizushima e lo staff dovettero quindi tagliare un terzo del copione per renderlo di una lunghezza accettabile. Alcune scene e personaggi vennero rimossi in toto: come ad esempio un personaggio chiamato Steiner che avrebbe potuto vedere le auree e avrebbe ricoperto un ruolo simile a Noa; o una scena in cui Winry Rockbell e Roy Mustang si incontrano davanti alla tomba di Maes Hughes. La sceneggiatura venne ultimata per il mese di ottobre, da cui si passò a realizzare gli storyboard definitivi a inizio novembre. A causa dei tempi ristretti, lo storyboard venne diviso in sei segmenti, ognuno dei quali fu realizzato in parallelo da uno dei registi. Le scene di apertura e di chiusura vennero disegnate da Mizushima; l'introduzione dei cattivi venne affidata a Soichi Masui; della sezione iniziale si occupò Shingo Kaneko; Masahiro Ando curò il ritorno a casa di Edward Elric; le scene d'azione furono disegnate da Shinji Aramaki; mentre la battaglia tra Wrath e Gluttony fu opera di Yutaka Nakamura. Durante la produzione, Mizushima ricevette molte pressioni da parte dei responsabili di Aniplex per accelerare il lavoro sugli storyboard.
Terminata la fase di progettazione, a febbraio 2005, lo staff iniziò a lavorare alle animazioni, utilizzando un misto tra cel animation e computer grafica. Settecento fotogrammi dovettero essere ridisegnati durante le due settimane precedenti all'uscita del film. Per promuovere l'uscita del film, nel dicembre 2004 fu realizzato un trailer narrato dalla doppiatrice di Edward Elric, Romi Park. Inoltre furono realizzati tre poster e il 26 dicembre 2004 fu organizzato un "Fullmetal Festival" per celebrare la serie televisiva e il film in uscita.

## Colonna sonora
La colonna sonora del film è stata composta da Michiru Oshima, mentre le sigle di apertura e di chiusura, rispettivamente Link e Lost Heaven, sono state composte e registrate dal gruppo L'Arc~en~Ciel. Il brano KELAS [LET'S-DANCE] cantato dalle donne rom mentre Edward e Alfons fanno l'autostop è stato composto da Ferenc Snétberger e cantato da Tayo Awosusi. Un CD intitolato Fullmetal Alchemist The Movie: Conqueror Of Shamballa Original Soundtrack, e contenente i 46 brani della colonna sonora del film è stato pubblicato il 20 luglio 2005 in Giappone.

## Distribuzione
Il film ha debuttato nelle sale giapponesi il 23 luglio 2005, mentre il DVD è stato distribuito a partire dal 25 gennaio 2006. Esso fu proiettato per la prima volta in Italia, solamente sottotitolato, il 21 gennaio 2007 all'interno del Future Film Festival, per poi essere doppiato dalla Panini Video il 15 giugno 2007, durante la rassegna Visioni d'anime 3 organizzata dal Museo nazionale del Cinema di Torino. Il film, in seguito alla presentazione a Lucca Comics del novembre 2007, è poi uscito in DVD sempre per conto di Panini Video.

## Accoglienza
Il conquistatore di Shamballa debuttò al terzo posto al botteghino giapponese, rimanendo nella top ten per tre settimane. Con un incasso di 12,2 miliardi di yen, risultò il 21º film più redditizio del 2005 in Giappone. Il sito Box Office Mojo riporta per il film un incasso totale di 10 milioni di dollari. Il film venne raccomandato alla nona edizione del Japan Media Arts Festival. Al Tokyo International Anime Fair il film venne premiato nelle categorie animazione dell'anno e miglior musica. Vinse inoltre il "gran premio 2005 per l'animazione" al Mainichi Film Concours e il premio come miglior film d'animazione al Fantasia International Film Festival di Montreal.
La critica accolse positivamente il film. Theron Martin di Anime News Network trovò Il conquistatore di Shamballa piacevole, dal momento che contiene tutti gli elementi "che hanno reso grande la serie televisiva". I pochi elementi della trama che non lo convinsero furono la mancanza di discussioni morali, che erano molto presenti nella serie TV, e il fatto che la storia risultava a tratti meno incisiva dell'anime originale. Chris Johnston di Newtype USA lo definì la perfetta conclusione alla serie televisiva e lo descrisse come "un finale stimolante, ricco d'azione e straziante". Jeremy Mullin di IGN gli assegnò un punteggio di 9/10 e valutò positivamente lo stile grafico, la colonna sonora e la capacità del film di espandere la storia di Fullmetal Alchemist.